# 2S5 Guiatsint-S
Le 2S5 Guiatsint-S (en russe : 2С5 «Гиацинт-С» qui signifie jacinthe) est un canon automoteur soviétique puis russe de 152 mm. 
Il est protégé contre les attaques NRBC. 
Le 2S5 est capable d'engager des cibles avec un plus long rayon d'action et à une cadence de tir plus élevée que le canon automoteur 2S3 Akatsiya de 152 mm plus largement produit. De plus, il est capable de tirer des projectiles nucléaires.

## Historique
Le développement du 2s5 a commencé en 1968 à l'usine de construction mécanique de Perm sur demande du ministère de la défense de l'URSS. L'idée de base était de créer un nouveau système d'artillerie de 152 mm disposant de meilleures caractéristiques que le 2S3, une portée accrue ainsi que la capacité de tirer des obus nucléaires. Le nouveau canon devait avoir une portée de tir supérieur afin de pouvoir effectuer des tâches de contre batterie. 
Un premier lot de véhicules expérimentaux ont été remis à l'armée soviétique en 1976 et la production du 2S5 Guiatsint-S a commencé presque immédiatement en 1976 avec la version remorquée 2A36 Giatsint-B. Le 2S5 a été mis en service en 1978, remplaçant les bataillons de canon de 130 mm M46 dans les brigades d'artillerie soviétiques, et a également été connu sous le nom de M1981 par les États-Unis. La production a cessé en 1991 avec une production totale d'au moins 1000 véhicules, il a été remplacé dans l'armée Russe par le 2S19 Msta-S. 

## Description
Il utilise un châssis GM sans tourelle modifié à partir du système de missiles sol-air Kroug SA-4, ce châssis est également utilisé pour les 2S3 Akatsiya. Le canon de 152 mm de 54 calibres de 
longueur (8,95 m) est installé sur le toit du châssis sans tourelle. Cette disposition peu commune du canon expose les artilleurs au feu ennemi mais réduit considérablement les coûts de fabrication. Les soviétiques ont fait ce choix car à l'époque de son développement le 2S5 avait une portée très importante par rapport à ses concurrents et la probabilité que les véhicules soient soumis à des tirs de contre-batterie était assez faible pour justifier ce choix. 
Il offre une bonne mobilité tout terrain et peut transporter 30 obus de calibre 152 mm avec une portée de 28 km, ou 33-40 km pour les projectiles assistés par fusée. En plus des explosifs puissants, le canon peut également tirer des projectiles incendiaires, à sous-munitions, fumigènes et nucléaires. La stabilité du véhicule est assurée par un plaque de recul dépliable située à l'arrière du 2S5. Ce canon est équipé d'un système d'assistance au chargement. Fait intéressant, il n'est pas compatible avec les anciennes munitions d'artillerie soviétiques de 152 mm et utilise un nouveau type de munitions, qui a été spécialement développé pour les canons Giatsint-B et Giatsint-S. 
Déployer le canon pour tirer prend 3 minutes, il peut soutenir une cadence de tir de 5 à 6 tirs par minute. La majeure partie de l'équipage, à l'exception du tireur, se déploie à l'extérieur du véhicule pendant le tir. 
Il est généralement accompagné d'un véhicule porteur de munitions avec 30 obus supplémentaires.
Le châssis du Guiatsint est blindé, il offre une protection contre les tirs d'armes légères et les éclats d'obus d'artillerie. Le blindage avant peut résister aux coups d'armes automatiques de petit calibre ainsi qu'aux éclats d'obus d'artillerie.

## Conflits
Le 2S5 a été utilisé pour la première fois au combat par l'Union soviétique lors de la guerre soviéto-afghane. Plus tard, les forces russes l'ont utilisé dans la première guerre de Tchétchénie et la deuxième guerre Tchétchénie.
Le 2S5 a été employé par l'armée ukrainienne lors de la guerre du Donbass. Il est également utilisé par la Russie lors de l'invasion de l'Ukraine par la Russie en 2022.

## Utilisateurs
Actuels :
- Biélorussie : 107 véhicules opérationnels en 2022[6].
- Éthiopie : 10
- Érythrée : 13 véhicules en 2022[7]
- Finlande : 18 (sous le nom 152 TELAK 91)
- Russie : 100 véhicules en service pour l'Armée de Terre et 850 en stock en 2022[8]. Perte confirmée de 17 véhicules[9].
- Ukraine : 18 en 2022 avant le début de la guerre[10]. Perte confirmée de 17 véhicules. Perte confirmée de 3 véhicules au 17 mai 2023[9].
- Ouzbékistan : Nombre inconnu de véhicules en 2022[11].

Anciens :
- Union soviétique